# James Stanley (7e comte de Derby)
Pour les articles homonymes, voir James Stanley.
James Stanley (Knowsley, 31 janvier 1607 – Bolton, 15 octobre 1651), 7e comte de Derby, devient, à ce titre, seigneur de l'île de Man en 1627 sous le nom de James Ier Stanley. Il porte aussi sur l'île de Man le surnom Y Stanlagh Mooar (« Le Grand Stanley »).
Il est le fils aîné de William Stanley et d'Elizabeth de Vere. Durant la vie de son père, il est titré Lord Strange. Ses grands-parents paternels sont Henry Stanley et Marguerite Clifford.

## Biographie
Il devient député à Liverpool en 1625. Le 2 février 1626, il est créé chevalier de l'Ordre du Bain à l'occasion du couronnement de Charles Ier d'Angleterre. La même année, il devient Lord Lieutenant du Lancashire, du Cheshire et chambellan de Chester. Il devient en outre seigneur de l'île de Man en 1627, puis est nommé lord-lieutenant de Galles du Nord. Enfin, le 7 mars 1628, il est appelé à la Chambre des lords en tant que Baron Strange.
Il joua un rôle important dans les institutions mannoises mais se fit aussi de nombreux adversaires sur l'île, dont les anciens gouverneurs William Christian dit Illiam Dhone ou Edward Christian.

### Guerre civile anglaise
Stanley n'intervient pas dans les querelles politiques opposant le roi d'Angleterre, Charles Ier au Parlement. Il préfère s'occuper de ses états et de sa vie publique. Néanmoins, lorsque la guerre civile éclate en Angleterre en 1642, Lord Strange se voue à la cause du roi. À la mort de son père, le 29 septembre 1642, il hérite du titre de comte de Derby.
Son plan de sécuriser le Lancashire et d'y lever des troupes dès le début du conflit ne trouve que peu d'échos chez Charles que l'on dit jaloux de son pouvoir et de sa lignée royale et qui ordonne sa présence à Nottingham.
Ses tentatives pour reprendre le comté s'avèrent des échecs. Il échoue à s'emparer de Manchester, est battu à Chowbent et à Lowton Moor, et en 1643, après avoir pris Preston, il échoue à prendre les châteaux de Bolton et de Lancastre. Enfin, après avoir remporté un succès face à William Brereton à Warrington, il est battu à la bataille de Whalley et se replie sur York, laissant Warrington tomber dans les mains ennemies.

### Gestion de l'île de Man

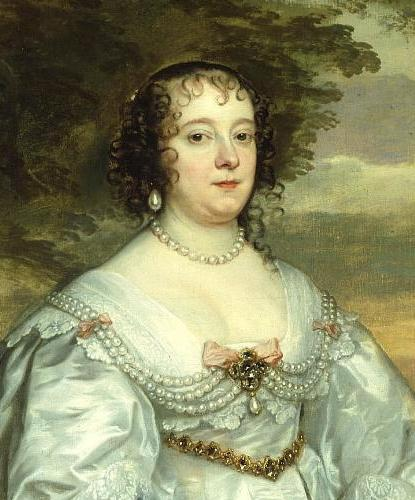
L'épouse de James Stanley, Charlotte de La Trémoille.

En juin 1643, il part pour l'île de Man où l'appellent ses affaires. En 1644, il participe à la campagne victorieuse du prince Rupert dans le Nord. Dans le même temps, son épouse, Charlotte de La Trémoille, est assiégée avec la population de Lathom. Mais l'affaire se termine bien et Bolton finit par tomber.
Il suit Rupert à la bataille de Marston Moor et, après la défaite totale de la cause de Charles dans le Nord, se retire sur l'île de Man, d'où il soutient le roi et offre un asile aux fugitifs royalistes. Sa manière d'administrer l'île rappelle celle de Thomas Wentworth (1593-1641), premier comte de Strafford, en Irlande : une administration forte à défaut de juste. Il maintient l'ordre, encourage le commerce, remédie aux abus et défend le peuple contre les exactions de l'Église. En contrepartie, il musèle l'opposition, jette en prison ses adversaires et soulève l'agitation pour avoir aboli une loi sur la propriété perpétuelle, donnant à toute propriété un bail de trois années.

### Capture et procès
Le 12 janvier 1650, il obtient la Jarretière. Il est choisi par Charles II pour commander les troupes du Lancashire et du Cheshire et, le 15 août 1651, il débarque à Wyre Water, dans le Lancashire, pour soutenir l'invasion menée par Charles, et rencontre le roi le 17 août. Lors de son avancée vers Warrington, il échoue à s'assurer le soutien des Presbytériens malgré son refus de participer à l'Alliance et, le 25 août, subit une défaite totale à la bataille de Wigan Lane, où il est gravement blessé, mais parvient à s'échapper.
Il rejoint Charles à Worcester; après la bataille, le 3 septembre, il l'accompagne à Boscobel House. En chemin, alors qu'il se rend vers le Nord, il est capturé près de Nantwich et est garanti de garder la vie sauve. Il est jugé pour traîtrise par une cour martiale à Chester le 29 septembre. De fait, il n'est pas considéré comme prisonnier de guerre. Sa garantie de demeurer en vie lui est donc retirée et il est condamné à mort. Sa demande de grâce adressée au Parlement est rejetée, bien qu'elle ait le soutien d'Oliver Cromwell. Stanley parvient à s'échapper, mais est repris. Il est exécuté à Bolton le 15 octobre 1651 pour sa participation au massacre de Bolton. Il est enterré dans l'église d'Ormskirk.

## Personnalité de James Stanley
Lord Derby était un homme connu par sa religiosité et sa grande noblesse de caractère. Bien qu'il eût connu des déboires sur les champs de bataille, il avait servi la cause du roi d'Angleterre sans en attendre de récompense. Son antipathie vis-à-vis de l'Écosse, qu'il jugeait responsable de la mort du roi et incapable d'œuvrer à la restauration, a constitué un véritable handicap à ses actions politiques.

## Mariage et enfants

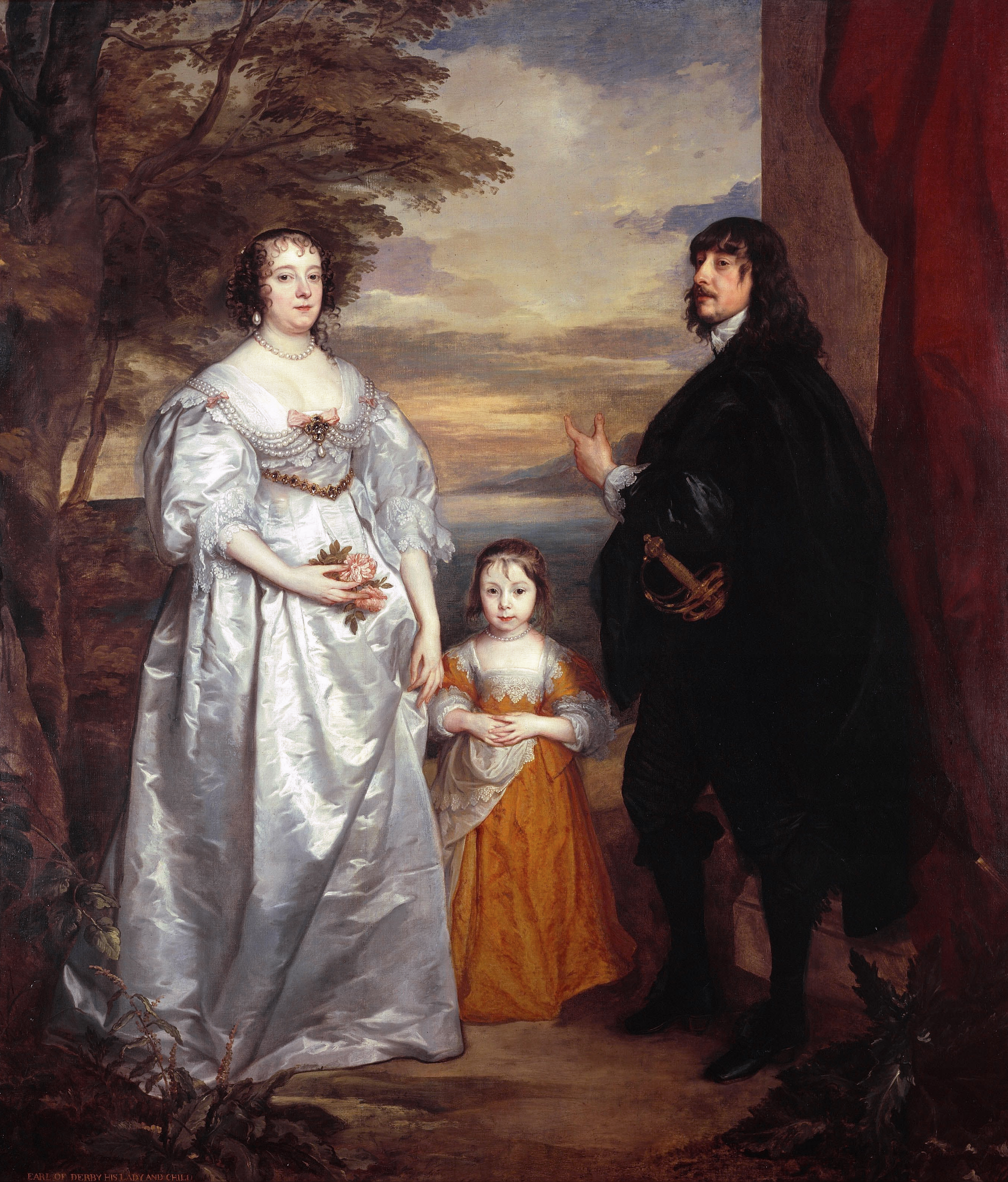
Portrait de James
septième comte de Derby
et sa famille
par Antoine van Dyck
Frick Collection, New York

Le 26 juin 1626, il épouse Charlotte de La Trémoille, de la noblesse de France. Ils ont quatre filles et cinq garçons, dont quatre seulement atteignent l'âge adulte :
- Charles Stanley (19 janvier 1628 - 21 décembre 1672), futur 8e comte de Derby.
- Henriette Mary Stanley (17 novembre 1630 - 27 décembre 1685), femme de William Wentworth (2e comte de Strafford).
- Amelia Ann Sophia Stanley, femme de John Murray (1er marquis d'Atholl).
- Catherine Stanley, femme de Henry Pierrepont (1er marquis de Dorchester).

### Sources
- (en) Cet article est partiellement ou en totalité issu de l’article de Wikipédia en anglais intitulé « James Stanley, 7th Earl of Derby » (voir la liste des auteurs).